# Shiokaze
Lo Shiokaze (汐風? lett. "Brezza marittima") è stato un cacciatorpediniere della Marina imperiale giapponese, ottava unità appartenente alla classe Minekaze. Fu varato nell'ottobre 1920 dal cantiere navale di Maizuru.
Servì in prima linea nel corso degli anni venti e dei primi anni trenta. Assegnato alla 3ª Divisione e alla difesa delle portaerei della 4ª Divisione, nei primi mesi della guerra nel Pacifico partecipò marginalmente alle operazioni anfibie nelle Filippine, nelle Indie orientali olandesi e scortò la Ryujo nell'incursione giapponese nell'Oceano Indiano; nell'estate 1942 operò al largo delle isole Aleutine, quindi tornò in patria e dalla seconda metà di agosto rimase di scorta ai convogli tra Giappone e Formosa. Adattato a cacciatorpediniere di scorta all'inizio del 1943, fu da allora in avanti incaricato di proteggere convogli su più rotte fino a che non rimase danneggiato, nel gennaio 1945, da un attacco aereo: tornò a Kure per riparazioni, mai completate, e fu demolito nel 1948 su ordine delle autorità statunitensi.

## Servizio operativo

### Costruzione
Il cacciatorpediniere Shiokaze fu ordinato nell'anno fiscale edito dal governo nipponico nel 1917. La sua chiglia fu impostata nel cantiere navale di Maizuru il 15 maggio 1920 e il varo avvenne il 22 ottobre dello stesso anno; fu completato il 29 luglio 1921. Fino ai primi anni trenta operò nelle divisioni cacciatorpediniere di prima linea, quando fu rimpiazzato dai più recenti esemplari classe Fubuki.

### 1941-1942
Nel 1940-1941 lo Shiokaze, agli ordini del capitano di corvetta Yōji Tanegashima, era stato unito con il gemello Hokaze nella 3ª Divisione cacciatorpediniere che, a sua volta, era stata assegnata alla difesa delle portaerei della 4ª Divisione (Ryujo, Junyo): tale formazione, a partire dall'aprile 1941, venne a dipendere dalla 1ª Flotta aerea del viceammiraglio Chūichi Nagumo. Il 29 novembre lo Shiokaze partì da Sasebo assieme alla Ryujo, che era in rotta per raggiungere le isole Palau e fornire appoggio alla 3ª Flotta e 14ª Armata, destinate a occupare le Filippine. Lo Shiokaze contribuì a coprire gli sbarchi a Legaspi l'8 dicembre e le facili operazioni a Davao e Jolo il 17 dicembre. Una volta assicurate solide teste di ponte, lo Shiokaze navigò sino alla baia di Cam Ranh, ove il 10 gennaio 1942 il comandante fu informato che la 3ª Divisione cacciatorpediniere era stata sciolta e che la nave era passata agli ordini diretti della 4ª Divisione portaerei. Il 23 gennaio salpò e si portò nella zona di Kuching nel Borneo britannico per supportare le operazioni aeree; rientrò a Cam Ranh dopo diversi giorni. Il 10 febbraio prese il mare per partecipare all'invasione di Palembang e, il 27, ripartì di nuovo per formare con altre unità lo schermo difensivo del convoglio occidentale riunito per l'attacco finale a Giava: il 2 marzo, nelle acque dell'isola, raggiunse il cacciatorpediniere Matsukaze e lo aiutò a distruggere il posamine olandese Endeh. Conquistata Giava, lo Shiokaze si portò a Singapore e dal 20 marzo operò in ruoli secondari nell'occupazione della Birmania meridionale e delle isole Andamane e Nicobare; scortò infine la Ryujo durante l'incursione giapponese nell'Oceano Indiano. Riassegnato il 10 aprile alla 5ª Flotta, salpò il 13 da Singapore a fianco dell'incrociatore pesante Chokai e dieci giorni più tardi le due unità arrivarono a Yokosuka; lo Shiokaze fu oggetto di una rapida revisione prima di procedere per la base della 5ª Flotta, Ominato. Da qui salpò il 29 maggio per difendere l'invasione dell'isola di Attu, manovra diversiva atta a facilitare la battaglia delle Midway (4-6 giugno) per le forze aeronavali nipponiche. Lo Shiokaze rimase ad Attu e poi presso la vicina Kiska sino al 2 luglio, quando riprese la rotta per Yokosuka, fermandovisi il 14. Il 1º agosto salpò alla volta delle isole Curili di scorta a un convoglio là diretto; il 15, mentre era in porto, lo Shiokaze fu trasferito alla 1ª Divisione di scorta dipendente dalla Flotta dell'Area sud-occidentale: si spostò dunque a Maizuru e a partire dal 21 agosto vigilò sulle rotte percorse dai convogli tra il Giappone e l'Isola di Formosa. Nel corso del servizio passò agli ordini del capitano di corvetta Shozō Michiki (15 dicembre).

### 1943-1944
Il 18 gennaio 1943 lo Shiokaze si fermò presso l'arsenale di Yokosuka, abbisognando di un raddobbo completo; durante i lavori fu inoltre modificato in accordo al suo ruolo di cacciatorpediniere di scorta: perse i cannoni numero 2 e 3, i tubi lanciasiluri a mezzanave, le mitragliatrici leggere, l'apparato sminatore e aggiunse cinque impianti binati di cannoni contraerei Type 96 da 25 mm L/60; a poppa furono sistemati quattro lanciatori di bombe di profondità con complessivi trentasei ordigni. Il dislocamento aumentò un poco e la velocità massima calò a 35 nodi. Il 7 marzo poté tornare in servizio e per diversi mesi fu incaricato di proteggere i numerosi convogli naviganti tra Singapore e il Giappone. Dopo essere passato al comando del capitano di corvetta Masuhide Sako, lo Shiokaze il 10 giugno salpò da Moji e raggiunse Manila, per scortare infine un convoglio sino alle isole Palau: continuò a vigilare su questa rotta sino alla fine di settembre, quando fu richiamato in patria e si fermò a Sasebo alcuni giorni. Dal 3 ottobre fu trasferito alla difesa dei traffici navali tra Formosa e il Giappone e il 15 novembre passò, assieme al resto della 1ª Divisione di scorta, sotto la responsabilità del Comando generale scorte, istituito per constrastare più efficacemente le crescenti minacce sottomarina e aerea alle vie di comunicazione marittime.
Dopo un periodo di riposo a Sasebo, il 17 febbraio 1944 lo Shiokaze lasciò il porto e accompagnò un convoglio a Singapore, dove il comandante Sako fu rimpiazzato dal capitano di corvetta Shinsei Yasumoto. Il 28 aprile salpò di nuovo da Sasebo per completare un ciclo di scorte tra il Giappone e Manila, seguito da un secondo (a partire dal 14 luglio) che si svolse tra il Giappone e Takao su Formosa. Durante il servizio lo Shiokaze passò alla 1ª Flotta di scorta all'atto della sua costituzione (10 dicembre), poi però il 25 fu posto agli ordini diretti della provata Flotta Combinata.

### 1945 e destino finale
Il 30 gennaio 1945 lo Shiokaze, l'Ume e il Kaede salparono da Takao per trarre in salvo gruppi di piloti rimasti intrappolati ad Aparri, sulla costa settentrionale di Luzon: il viaggio dovette però essere interrotto per la troppo intensa attività aerea statunitense. Il giorno successivo, mentre rientravano a Formosa, i tre cacciatorpediniere furono scovati e bersagliati più volte da velivoli appartenenti all'United States Army (bombardieri North American B-25 Mitchell e caccia Lockheed P-38 Lightning); lo Shiokaze fu mancato di misura da vari ordigni, ma le esplosioni guastarono una turbina e piegarono gli alberi motore, oltre a ferire quattro marinai. Dopo aver raccolto i naufraghi dell'Ume, riuscì a riparare a Takao e infine a Kure (20 febbraio), venendo subito posto in bacino: tuttavia l'opera di raddobbo proseguì a rilento. Furono allora prodotti piani per convertirlo in vettore di lancio dei kaiten, con una capacità massima di trasporto di quattro ordigni, ma i progressi registrati furono minimi. Lo Shiokaze pertanto, pur cambiando comandante altre due volte, non partecipò più alla guerra e il termine delle ostilità lo trovò ancora fermo a Kure, dove fu preso in consegna dalle forze d'occupazione statunitensi.
Il 5 ottobre 1945 lo Shiokaze fu eliminato dai registri della Marina imperiale giapponese. Fu rimesso poi in efficienza, disarmato e adoperato per contribuire al rimpatrio dei militari nipponici. Fu infine avviato alla demolizione, conclusasi entro il 1948.